# Федченко Валентин Миколайович
Федченко Валентин Миколайович (29 вересня 1988, Донецьк — 6 березня 2023, район н.п. Кремінна) — солдат Збройних сил України, учасник російсько-української війни).

## Біографія
Федченко Валентин Миколайович народився 29 вересня 1988 р. у м. Донецьк. У 2014 р. після початку вторгнення РФ на територію Донбасу переїхав у м. Костянтинівку, а пізніше — у м. Київ.
Після початку повномаштабної війни РФ проти України у лютому 2022 р. вступив до лав територіальної оборони Оболонського району м. Києва. З квітня 2022 р. проходив службу у 244 окремому батальйоні територіальної оборони 112 окремої бригади територіальної оборони.
У вересні 2022 р. брав участь у звільненні території Харківської області.
Загинув 6 березня 2023 р. на території Серебрянського лісництва в районі н.п. Кремінна під час відбиття ворожого штурму.

## Нагороди
Нагороджений орденом «За мужність» ІІІ ступеня (посмертно).